# Visiedo
Visiedo è un comune spagnolo di 195 abitanti situato nella comunità autonoma dell'Aragona.